# Países Bajos en la Copa Mundial de Fútbol de 1934
Países Bajos fue una de la 16 selecciones participantes en la Copa Mundial de Fútbol de Italia 1934, la cual fue su primera participación en un mundial.

## Clasificación

### Grupo 7
| Pos. | País                    | J | G | E | P | GF | GC | Pts |
| ---- | ----------------------- | - | - | - | - | -- | -- | --- |
| 1    | Países Bajos            | 2 | 2 | 0 | 0 | 9  | 4  | 4   |
| 2    | Bélgica                 | 2 | 0 | 1 | 1 | 6  | 8  | 1   |
| 3    | Estado Libre de Irlanda | 2 | 0 | 1 | 1 | 6  | 9  | 1   |

| 8 de abril de 1934 | Países Bajos                               | 5–2     | Estado Libre de Irlanda | Olympisch Stadion, Ámsterdam, Países Bajos               |                                                          |
|                    | Smit 41' 85' · Bakhuys 67' 78' · Vente 83' | Reporte | Squires 44' · Moore 57' | Asistencia: 38,000 espectadores Árbitro(s): Otto Ohlsson | Asistencia: 38,000 espectadores Árbitro(s): Otto Ohlsson |

| 29 de abril de 1934 | Bélgica                        | 2–4     | Países Bajos                           | Bosuilstadion, Antwerp, Bélgica                          |                                                          |
|                     | Grimmonprez 51' · Voorhoof 71' | Reporte | Smit 60' · Bakhuys 62' 84' · Vente 64' | Asistencia: 42,000 espectadores Árbitro(s): Stanley Rous | Asistencia: 42,000 espectadores Árbitro(s): Stanley Rous |

## Jugadores
Esta es la lista de 22 jugadores convocados para el torneo:

## Resultados
Países Bajos fue eliminado en la primera ronda.
| 27 de mayo de 1934 | Suiza                          | 3-2     | Países Bajos         | Stadio San Siro, Milán                                  |                                                         |
|                    | Kielholz 7' 43' · Abegglen 66' | Reporte | Smit 29' · Vente 69' | Asistencia: 33 000 espectadores Árbitro(s): Ivan Eklind | Asistencia: 33 000 espectadores Árbitro(s): Ivan Eklind |